# La Flèche ardente
 (novembre 2024).
Si vous disposez d'ouvrages ou d'articles de référence ou si vous connaissez des sites web de qualité traitant du thème abordé ici, merci de compléter l'article en donnant les références utiles à sa vérifiabilité et en les liant à la section « Notes et références ».

La Flèche ardente est un album de bande dessinée belge de fantasy et de science-fiction, en couleur, créée par l'auteur Jean Van Hamme et les dessinateurs Christian Cailleaux et Etienne Schreder. Publiée par les Éditions Blake et Mortimer (Groupe Dargaud) en mars 2023 dans la collection « Avant Blake et Mortimer »,  c'est une suite du Rayon U créé par Edgar P. Jacobs en 1943 et parue à l'origine dans l’hebdomadaire belge Bravo !. 
La Flèche ardente apparaît à l'instar de son prédécesseur comme un ersatz de Flash Gordon,.

## Résumé
Babylos III, le cruel empereur d’Austradie, a confié une mission au général Robioff, général en chef de son armée : s’emparer des Îles Noires et de leur gisement d’uradium. Ce dernier, associé au fameux rayon 'U', doit permettre la mise au point d’une arme invincible, censée assurer la domination de l’Austradie sur son ennemie jurée, la Norlandie. Pendant ce temps, en Norlandie, le professeur Marduk présente justement le rayon 'U' aux membres du Grand Conseil. Mais il s’apprête à commettre un sacrilège : l’uradium, cette « pierre de vie et de mort », est protégée par Puncha Taloc, le dieu du Feu. La guerre et la désolation risquent de s’abattre bientôt sur les Îles ,...

## Personnages
- Protagonistes
  - Lord Calder, explorateur
  - Adji, serviteur de Lord Calder
  - Professeur Marduk, chercheur, poursuit les travaux entrepris par Kellart Hollis sur l'uradium.
  - Sylvia, assistante du professeur Marduk, fille de Kellart Hollis
  - Kellart Hollis, père de Sylvia, et découvreur du gisement de minerai d'uradium.
  - Major Walton, agent du contre-espionnage de Norlandie
  - Sergent Mac Duff, adjoint du Major Walton
  - Nazca, prince de la cité souterraine
  - Ica, princesse de la cité souterraine, fiancée au prince Nazca
  - Docteur Elina, médecin

- Antagonistes
  - Capitaine Dagon, agent secret des austradiens
  - Babylos III, empereur d'Austradie
  - Colonel Argus, chef des services secrets d'Austradie
  - Général Robioff, général en chef des armées d'Austradie
  - les ptérodactyles, le monstre préhistorique vert, le crocodile et autres créatures...

## La genèse
Edgar P. Jacobs créé Le Rayon U à l'origine pour le journal Bravo ! en 1943. 
Jean Van Hamme a présenté son projet de suite à Yves Schlirf qui a souhaité le publier pour fêter les 80 ans du premier album. Le scénario de l'album a été finalisé en cinq semaines. Jean Van Hamme a désiré suivre l'idée d'Edgar P. Jacobs d'écrire l'histoire sans suivre de scénario défini en amont. Il a néanmoins souhaité étoffer les rôles du serviteur Adji et des personnages féminins.